# Пролапс дволистног залистка
Пролапс дволистног залистка (ПДЗ) или пролапс митралне валвуле (лат. prolapsus valvulae mitralis) клинички је синдром који се карактерише систолним избочењем или делимичним извртањем једног или оба листића дволистног залистка (валвуле) или митралног ушћа у леву срчану преткомору. Као последица пролапса може настати враћања крви у леву преткомору, или тзв. митрална регургитација, приликом контракције, тј. систоле леве коморе. Како регургитација може бити мањег или већег степена, она хемодинамски одређује тежину болести. У највећем броју случајева степен регургитације крви је незнатан, али током година, због хроничних променама на залистцима, стање може да се погорша и да клиничка слика има класични облик митралне инсуфицијенције. Пролапс може бити примарни (пролиферација везивног ткива самог листића) или секундарни (руптура, тј пуцање тендинозних хорди папиларног мишића). Прави узрок пролапса дволистног залистка није познат, упркос дугогодишњим истраживањима, тако да је његова симптоматологија и значај и даље контроверзан. Може бити; наследно изазван, или може бити у склопу опште слабости везивног ткива, како и код особа са Марфановим синдромом и кардиомиопатијом. У млађем животном добу чешће се јавља код жена, а у познијим годинама, један је од симптома у склопу других болести срца код оба пола, мада се нешто чешће јавља код особа мушког пола.
Синдром је најчешже праћен клиничком сликом лупања срца, бола у грудима, диспнејом, анксиозншћу и паником. Упркос скромној симптоматологији и нејасној етиологији болесници са пролапсом дволистног залистка су под ризиком од срчане аритмије ендокардитиса, можданог удара, и изненадне смрти. Болест је такође повезан са мигреном (посебно мигреном са ауром), аутоимуним болестима, и идиопатским изненадним губитком слуха.
Ехокардиографски налаз има кључну улогу за постављање дијагнозе, одређивање локализације захваћених сегмената и процену обима болести. Такође, омогућава идентификацију болесника са највећим ризиком за појаву компликација и пружа валидне податке за доношење одлуке о хируршкој реконструкцији дволистног залистка.

## Историјат
Историјску прекретницу у разумевању и дијагностици пролапса дволистног залистка (ПДЗ) имало је увођењем тродимензионалне ехокардиографије. Левин и сар. указали су, да дволистни (митрални) прстен није раван, већ да је седластог облика, при чему су највиши делови постављени напред и позади, тако да изглед прстена и положај листића дволистног (митралног) залистка зависе од равни пресека.
У ствари, на парастернумском уздужном пресеку митрални листићи се спајају нормално испод прстена, а на апексном пресеку са четири шупљине у нивоу или лако изнад нивоа прстена, што је довело до тога да се овај пресек више не користе код постављања дијагнозе ПДЗ. Погрешно је, према томе, поставити дијагнозу ако се само на апексном пресеку са четири шупљине види проминирање листића у леву преткомору, посебно ако се оба листа подједнако крећу. Уколико један лист пролабира више него други, дијагноза је извеснија.
Идеја о стварању истраживачког простора, у коме би неуралне мреже имале централну улогу у детекцији и класификацији болести срца, покренута је почетком деведесетих година. Већина студија је била концентрисана на евалуацију и процесирање ЕКГ сигнала. Спектрални приказ сигнала био је уведен пре више од 50 година. С обзиром да није била могућа брза обрада сигнала, био је напуштен у корист стандардног фонокардиограма. Фоно-спектрографске анализе су предмет обновљеног истраживачког интереса у последњих 10 година.

## Анатомија
Срчана ушћа су отвори помоћу којих преткоморе комуницирају са коморама. На овим ушћима се налази валвуларни апарат (срчани залисци), који спречавају враћање крви из комора у преткоморе. На десном преткоморно-коморном ушћу је тролистни (трикуспидални) залистак лат. valvula tricuspidalis, а на левој дволистни (митрални) залистак (лат. valvula mitralis).
Дволистни залистак који због сличности са бискуповом митром носи назив митрална валвула (лат. valvula mitralis), омогућава кисеоником обогаћеној крви да из плућа преко леве преткоморе пређе у леву комору. Састоји се од два залистка; једног вентралног или аортног (А1,2,3) и једног задњег  (P1,2,3), два припадајућа папиларна мишића лат. mm. papillares), митралног анулуса, и потпорних структура сечаног мишића леве коморе, леве преткоморе и зодова аорте.
Листићи дволистног залистка, према Карпентијеру, подељени су на сегменте. Према тој подели задњи листић подељен је на три анатомски видљива сегмента: латерални (P1) који је поред антеролатералне комисуре и аурикуле леве преткоморе, медијални (P3) који је уз постеромедијалну комисуру и међукоморску преграду и средњи (P2) (који је најчешће промењен). Предњи листић дволистног залистка је ради лакшег описивања подељен (као и задњи), на три сегмента: латерални, средњи и медијални (видети горњу слику). Често се уз ових шест сегмената додају још два који одговарају предњој и задњој комисури.

## Епидемиологија
Учесталост пролапса дволистних залистка (ПДЗ) идентификован ехокардиографијом на глобалном нивоу, идентична је оном у Сједињеним Америчким Државама и иѕноси 3-4% у општој популацији. На обдукцијама ПДЗ се открива у 7% аутопсија.
Морбидитет/морталитет
У принципу, пролапс дволистног залистка (ПДЗ) је у почетној фази бенигни поремећај, тако да је код већине случајева, прогноза одлична. Међутим, ПДЗ код већине изолованих случајева митралне регургитације може бити узрокована, у 90% случајева руптуром тендинозних хорди, у 40% срчаним ударом (код млађих болесника), и у 10-15% случајева код болесника са ендокардитисом.
Митрална регургитација један је од најзначајнији фактор ризика за настанак компликације (на пример, изненадне смрт, можданог удара, ендокардитиса, преткоморске и коморске аритмија. Болесници чији ехокардиограм показује абнормалну анатомију залистака, као и особе старији од 45 година, под повећаним су ризиком за развој митралне регургитације.
Изненадна срчана смрт код ПДЗ, према досадашњим студијама, износи мање од 2%, са годишњом стопом морталитета < 1%. Ризик од изненадне смрти ко ПДЗ је недавно процењен на 0,1%.
Расне и полне разлике
Преваленција ПДЗ је слична између различитих етничких група.
Мушко:женски однос преваленције ПДЗ је приближно 3 : 1. Мушкарци имају већи ризик да оболе од ПДЗ од жена због чешће појаве; ендокардитиса, задњег пролапса залистака, задебљања залстака, тешке регургитација, а чешће да се и подвргавају операцији дволистне (митралне) валвуле.
Животна доб
Средња животна доб у којој се јавља ПДЗ је између 10 и 16 (или у распону 6−19) године живота, са апсолутном доминацијом код деце женског пола (женско:мушки однос је 5: 1). Болест се ретко јавља пре периода адолесценције, а у адолесценцији учесталост је већа највероватније због наглог раста детета и утицаја неурохормоналних фактора у узнапредовалом пубертету. Иако се ПДЗ сматра урођеном болешћу, ехокардиографски налаз код новорођенчади је негативан.
ПДЗ се у зрелој животној доби обично открива између 40−60 године живота у 3−4% случајева код здраве популације.

## Патофизиологија
Пролапс дволистног залистка (ПДЗ) је патолошка дислокација сегмента или целог задњег и/или предњег дволистног (митралног) залиска током систоле кроз раван митралног анулуса у простор леве предкоморе, што доводи до поремећаја у коаптацији и могуће митралне регургитације. 
Карактеристичан аускултаторни налаз је мезосистолни клик и касни систолни шум који настаје услед касне систолне или холосистолне регургитације. Удруженост ПДЗ са палпитацијама, атипичним болом иза грудне кости, синкопом, замором и анксиозношћу означава се као синдром пролапс дволистног залистка. Исхемијска миокардиопатија и хипертрофична миокардиопатија су потенцијални секундарни узроци пролапса митралне валвуле.
Пролапс чешће захвата само један листић, а доплером се види млаз у супротном правцу од захваћеног листића. У тежим облицима болести измењена су оба листића, па се млаз митралне регургитације пружа средином леве преткоморе или има више млазева. Ови болесници чешће имају компликације, промене у другим деловима кардиоваскуларног система, раније се оперишу и код њих се најчешће залистак не може реконструисати, већ се замењује вештачким.

## Клиничка слика
Клиничком сликом пролапса дволистног залистка домнирају следећи симптоми и знаци:
- Поремећаји срчаног ритма; тахикардија (убрзан рад срца), лупање и прескакање срца (палпитације), аритмија (неправилан рад срца)
- Вртоглавица, несвестица, напад панике, анксиозни поремећаји и нервоза, малаксалост, тегобе у напору и умор, стенокардија (осећај притиска у грудном кошу). Ови симптоми најчешће настају као последица дисфункције аутономног нервног система.
- Промене на грудном кошу и непцу. Ова срчана мана може да буде удружена и са деформитетима грудног коша (пектус екскаватус), равним леђима, појавом готског непца (у склопу Марфановог синдрома).

У случајевима пролапса митралне валвуле код којих се јавља и регургитација (враћање крви у леву преткомору ван нормалног циклуса) може се јавити изразити умор, задиханост код лежања на леђима (ортопнеја) и прогресивна срчана инсуфицијенција.

## Дијагноза
Рана дијагноза ПДЗ је од посебног значаја за превенцију компликација, и поставља се на основу клиничке слике, аускултација, електрокардиографских промена, ангиографије и ехокардиографија, транстораксна и трансезофагусне, које је камен темељац у дијагностици. Ефикасност постављања дијагнозе може бити знатно унапређена коришћењем компјутерски подржане аускултације која може да обезбеди поуздану дијагнозу већ у раној фази болести и редукује број пацијената који се упућују на кардиолошке експертизу.

## Компликације
Компликације као последица пролапса дволистног залистка умногоме зависе од митралне регургитације (коју поједини аутори сматрају посебним ентитетом). Доказано је да су компликације код болесника са митралном регургитацијом, након физичког напрезања значајно чешће у односу на болеснике без митралне регургитације. Рана дијагноза ПДЗ и митралне регургитације од посебног значаја је у превенцији компликација.
Могуће компликације пролапса дволистног залистка су:
Конгестивне болести срца
Прогресивна митрална регургитација
Руптура тендинозних хорди
Инфективни ендокардитис
Инфективни ендокардитис је једна од тешких компликацијау кардиологију у чијој основи лежи ПДЗ. 
Прогресивна митрална инсуфицијенција
Тромбоемболијски феномен укључујући цереброваскуларни инсулт
Цереброваскуларни инсулт (или тзв неми инфартк мозга) као једна од компликација МДЗ, може бити узрок изненадне срчане смрти а проузрокован је тромбоемболијом.
Аритмије
Међу аритмијама изазваним ПДЗ најчешће су вентрикуларна тахикардија и вентрикуларна фибрилација, али и друге комплексне коморске аритмије.
Ретка изненадна смрт.
Иненадна срчана смрт код болесника са ПДЗ, уочена је код жена старијих од 40 година (са позитивном анамнезом о постојању синкопе, пресинкоме, срчаних аритмија, митралне регургитације и других васкуларних дисфункција), код фамилијарних облика ПДЗ, удруженог са променама на ЕКГ и увећањем (хипертрофијом) леве преткоморе и/или коморе (као последица изражене митралне регургитације). 
Ризик изненадне смрти код ПДЗ 50−100 пута је већи код болесника са митралном регургитацијом у односу на оне без митралне регургитације.